# 许三湾站

许三湾站位于中华人民共和国甘肃省张掖市高台县新坝镇，是兰新铁路的一座火车站，等级为五等站，距兰州站652公里，距乌鲁木齐站1240公里，本站及相邻上下行区间均为电气化区段。本站办理客运，不办理货运业务。